# Henrique Quirino da Fonseca
Henrique Quirino da Fonseca GoA • GoSE • GoC • MPCG • MOCE (Funchal, 20 de Março de 1863 - Lisboa, 7 de Dezembro de 1939) foi um militar e escritor português.

## Biografia
Henrique Quirino da Fonseca nasceu no Funchal, em 20 de Março de 1863.
Alistou-se na Armada Portuguesa em 5 de Novembro de 1888, tendo embarcado na corveta Vasco da Gama em 1889, como aspirante. Em 1893, foi promovido ao posto de Guarda-marinha, e em 1894 registou a sua primeira estação de serviço em África, tendo viajado para Angola a bordo do navio África. Em Angola esteve a bordo de vários navios, tendo alcançado o posto de Segundo Tenente em 1895. Regressou a Portugal nos inícios de 1897, onde exerceu, entre Maio e Novembro daquele ano, como secretário do Governador do Congo. Em 28 de Novembro desse ano recebeu o seu primeiro louvor, pelo comandante do transporte Salvador Correia, pelo seu zelo e disciplina durante o serviço a bordo daquele navio. Voltou a Angola nos finais do ano, para uma nova estação de serviço, onde permaneceu até 1898. Entre Novembro de 1897 e Abril de 1898, comandou pela primeira vez um navio, a canhoneira Cacongo. Nesse ano veio novamente para Portugal, onde ocupou o posto de capitão do Porto de Olhão até 1899. Em 1899 regressou a Angola, onde exerceu como ajudante de campo do Governador-geral de Angola até ao ano seguinte. Recebeu um louvor por parte do comandante da Divisão Naval do Atlântico Sul, por ter feito o levantamento geográfico da Ilha de Luanda, na zona ocupada por aquela divisão. Em 1902, foi promovido a Primeiro tenente, e entre Maio e Outubro de 1904 comandou interinamente o navio-depósito Bartolomeu Dias, e depois foi nomeado para chefe interino do Estado Maior da Divisão Naval do Atlântico Sul. Em 1910, foi destacado para fazer parte de uma comissão que tinha sido criada de escolher os objectos e modelos de valor artístico e histórico que seriam expostos no Museu de Marinha, onde também foi director.
Em 1914 passou ao posto de Capitão-tenente, e em Novembro de 1915, já durante a Primeira Guerra Mundial, iniciou a sua primeira estação de serviço na costa Oriental africana, a bordo do navio Adamastor. Distinguiu-se durante a Batalha de Rovuma, em 1916, tendo recebido a Medalha da Cruz de Guerra. Em 1917 foi promovido a Capitão de fragata, e entre Junho de 1918 e Maio de 1919 exerceu como segundo comandante do Batalhão de Marinha. Em seguida voltou a Portugal, tendo sido nomeado em Março de 1923 para proceder à instalação e organização do museu marítimo, num espaço anexo ao Mosteiro dos Jerónimos. Em Novembro desse ano, foi novamente louvado pela forma como ocupou a posição de chefe da Repartição Central e de Secretaria da Superintendência dos Serviços Fabris da Armada. Entre Maio de 1924 e Junho de 1925, comandou o cruzador República. Foi um dos membros da Comissão Administrativa da Câmara Municipal de Lisboa, sob a presidência do general Vicente de Freitas, entre 1926 e 1932, onde se destacou pelas várias obras e outros melhoramentos feitos na cidade.
Também fez parte da comissão que tinha sido formada para organizar a exposição bibliográfica, iconográfica e de outros documentos sobre a história dos Descobrimentos Portugueses e a ciência náutica. Participou igualmente na Conferência Económica Luso-Espanhola, e foi um dos membros de uma comissão para a reforma do Código Penal e Disciplinar da Marinha Mercante.
Em 1930, foi promovido a Capitão de mar e guerra. Em Junho desse ano, atingiu o limite de idade, tendo sido reformado em Julho de 1935. Após a sua reforma, ainda continuou a trabalhar na área dos descobrimentos portugueses, tendo feito parte de uma comissão para escolher os livros da Biblioteca da Marinha a destacar para o Alfeite, e fazer a relação dos objectos a serem transferidos para o museu. Em Março de 1937, foi destacado para dirigir e organizar a Biblioteca da Marinha, função que começou ainda nesse mês. Em 12 de Junho de 1939, foi nomeado para seguir a construção e o aparelhamento da nau São Gabriel, para as Comemorações Centenárias, tendo esta sido a sua última comissão de serviço.
Henrique Quirino da Fonseca exerceu igualmente como escritor, tendo publicado obras em várias áreas, como filologia, romances, história e arqueologia, principalmente sobre o tema das embarcações utilizadas durante os descobrimentos portugueses, tendo participado igualmente numa conferência sobre o assunto. Também foi colaborador na Gazeta dos Caminhos de Ferro. e na Revista de Arqueologia  (1932-1938). Era sócio correspondente da secção de história da Academia das Ciências de Lisboa, do Instituto de Coimbra, da Associação dos Arqueólogos Portugueses, da Sociedade de Geografia de Lisboa, e de várias instituições científicas estrangeiras.
Faleceu em 7 de Dezembro de 1939, após uma doença prolongada.

## Obras publicadas
- A Obra Colonial de Afonso de Albuquerque (1910)
- A Arquitectura Naval no Tempo de Fernão de Magalhães (1920)
- Os Portugueses no mar: memórias históricas e arqueológicas das naus de Portugal (volume 1) (1926)
- Os Navios dos Descobrimentos e Conquistas (1931)
- História do incidente na Câmara Municipal de Lisboa em 11 de Fevereiro de 1932 (1932)
- A caravela portuguesa, e a prioridade técnica das navegacões henriquinas (1934)
- Um drama no sertão: tentativa da travessia de África, em 1789 (1936)
- Contribuição Portuguesa para os Conhecimentos Geográficos (1936)
- Memórias de Arqueologia Naval
- O Brazão da Cidade de Lisboa
- Memorial de Adjectivos
- O Trincafortes
- Viagens Maravilhosas
- A Caravela

## Homenagens
Henrique Quirino da Fonseca foi homenageado com o grau de Comendador na Ordem Militar de Avis em 11 de Março de 1919, tendo ascendido ao grau de Grande Oficial naquela ordem em 5 de Outubro de 1930. Também recebeu os graus de Grande Oficial nas ordens de Santiago da Espada em 7 de Julho de 1930, e de Cristo em 1 de Agosto de 1934.
Foi igualmente premiado com uma Medalha da Cruz de Guerra de 1.ª Classe, uma Medalha de Ouro Comemorativa das Campanhas (com legenda Rovuma - 21, 23 e 27), uma medalha de ouro de Comportamento Exemplar, palmas de ouro de primeira classe da Academia das Ciências de Lisboa, e uma medalha de cobre de Filantropia e Caridade. Também utilizava as insígnias da Torre e Espada, uma vez que a bandeira do seu batalhão durante a campanha do Rovuma tinha sido distinguida com aquela ordem.
Por sugestão do vereador Ivo Cruz parte da Rua Alves Torgo, situada, em Lisboa, entre a Rua António Pereira Carrilho e a Alameda Dom Afonso Henriques, foi renomeada para Rua Quirino da Fonseca, por edital de 26 de Junho de 1956.